# Tony Pawson (biochimiste)
Anthony James Pawson CH, OC, Oont, FRS, FRSC (18 octobre 1952 - 7 août 2013 ) est un scientifique canadien d'origine britannique dont les recherches ont révolutionné la compréhension de la transduction du signal, les mécanismes moléculaires par lesquels les cellules réagissent aux signaux externes et la façon dont elles communiquent entre elles. Il identifie l'homologie 2 de Src de liaison à la phosphotyrosine (domaine SH2) comme module prototypique d'interaction non catalytique. Les domaines SH2 servent de modèle pour une grande famille de modules protéiques qui agissent ensemble pour contrôler de nombreux aspects de la signalisation cellulaire. Depuis la découverte des domaines SH2, des centaines de modules différents ont été identifiés dans de nombreuses protéines ,,,,,,,,.

## Biographie
Né à Maidstone, en Angleterre  fils du sportif et écrivain Tony Pawson, et de la botaniste et enseignante de lycée Hilarie, il est l'aîné de trois enfants . Il fait ses études au Winchester College  et au Clare College de Cambridge, où il obtient une maîtrise en biochimie suivie d'un doctorat du King's College de Londres en 1976. De 1976 à 1980, il poursuit des études postdoctorales à l'université de Californie à Berkeley. De 1981 à 1985, il est professeur adjoint en microbiologie à l'université de la Colombie-Britannique.
Pawson est chercheur émérite et ancien directeur de la recherche au Samuel Lunenfeld Research Institute de l'hôpital Mount Sinai et professeur au département de génétique moléculaire de l'université de Toronto, qu'il a rejoint en 1985.
Pawson est décédé le 7 août 2013 à l'âge de 60 ans ,,.
En 1994, il reçoit le Prix international de la Fondation Gairdner, Fellow de la Royal Society et de la Société royale du Canada. En 1995, il reçoit le Prix Robert L. Noble de l'Institut national du cancer du Canada, en 1998, le Prix international Pezcoller-AACR pour la recherche sur le cancer, le Prix Heineken de biochimie et de biophysique, de l'Académie royale néerlandaise des arts et des sciences et la Médaille Flavelle de la Société royale du Canada pour réalisation méritoire en sciences biologiques
En 2004, il reçoit le Prix Louisa-Gross-Horwitz  de l'université Columbia, la Médaille Poulsson, Société norvégienne de pharmacologie et de toxicologie et devient membre associé de l'Académie nationale des sciences (États-Unis) et de l'Académie américaine des arts et des sciences. En 2005, il reçoit le Prix Wolf de médecine "pour sa découverte de domaines protéiques essentiels à la médiation des interactions protéine-protéine dans les voies de signalisation cellulaire, et les informations que cette recherche a fournies sur le cancer" ainsi que la Médaille royale de la Royal Society. En 2006, il est fait Compagnon d'honneur. En 2007, il reçoit le Prix Howard Taylor Ricketts de l'université de Chicago et le Prix de Kyoto en 2008 - "Nobel du Japon" pour "Proposer et prouver le concept de molécules d'adaptateur dans la transduction du signal".